# Myiopharus argentescens
Myiopharus argentescens är en tvåvingeart som först beskrevs av Townsend 1935.  Myiopharus argentescens ingår i släktet Myiopharus och familjen parasitflugor. Inga underarter finns listade i Catalogue of Life.